# Harley Owners Group
Harley Owners Group (H.O.G.) – klub posiadaczy motocykli marki Harley-Davidson.
Harley Davidson założył H.O.G. w USA w 1983, w odpowiedzi na rosnące pragnienie posiadaczy tychże motocykli do zjednoczenia się i współdzielenia pasji. W 1985 r. 49 lokalnych oddziałów zrzeszało w sumie ok. 60.000 członków.
Szybki rozwój był kontynuowany w następnych latach, a w 1991 H.O.G. oficjalnie stał się zrzeszeniem o charakterze międzynarodowym, w tym roku odbył się pierwszy europejski zlot H.O.G w Cheltenham w Anglii. Klub posiadał w tamtym okresie ok. 151.600 członków zrzeszonych w 685 lokalnych oddziałach.
W następnych latach H.O.G. rozprzestrzenił się na Azję, tworząc swe oddziały w Singapurze i Kuala Lumpur w Malezji. w 1999 r. liczba członków przekroczyła pół miliona, a liczba lokalnych oddziałów 1.157. Obecnie klub zrzesza ponad milion członków i jest największą na świecie organizacją sponsorowaną przez producenta motocykli.